# Claes Uggla
Pour les articles homonymes, voir Uggla.
Claes Johansson Uggla, né en 1614 à Afverstad, dans le comté de Värmland et mort le 11 juin 1676 à la bataille d'Öland, est un amiral suédois.

## Biographie
Il est le fils du colonel Johan Uggla et de Margareta Gyllenmärs. Jeune homme, il est page à la Cour du royaume de Suède. En 1643, il s'engage dans la marine durant la guerre de Torstenson et sert sous le commandement de Clas Fleming. En 1646, il rejoint l'armée suédoise et se distingue au siège de Prague en 1648. Il est promu capitaine-lieutenant, puis capitaine en 1650. Il participe à la première guerre du Nord et retourne au service naval en 1657. Il est promu major et participe à la bataille de l'Öresund en 1658. En 1660, il est élevé au grade de lieutenant-amiral, puis il supervise la construction de navires de guerre au cours d'un séjour de trois ans à Lübeck. Il est promu amiral en 1670 et, quand la guerre de Scanie éclate, on lui confie le commandement d'une escadre dans la flotte commandée par l'amiral Lorentz Creutz. Il est élevé au rang de Freiherr en 1676. Lors de la bataille d'Öland qui oppose la flotte suédoise aux Danois et aux Néerlandais, il prend le commandement quand l'amiral Creutz est tué lors de l'explosion de son navire. Son propre navire, le Svärdet, est attaqué simultanément par trois navires ennemis et est démâté après deux heures de combat. Uggla fait alors amener ses couleurs afin de se rendre mais un brûlot néerlandais ne s'en aperçoit pas et incendie le Svärdet. Uggla meurt lors du naufrage de son navire.